# Torre Blanca (Londres)

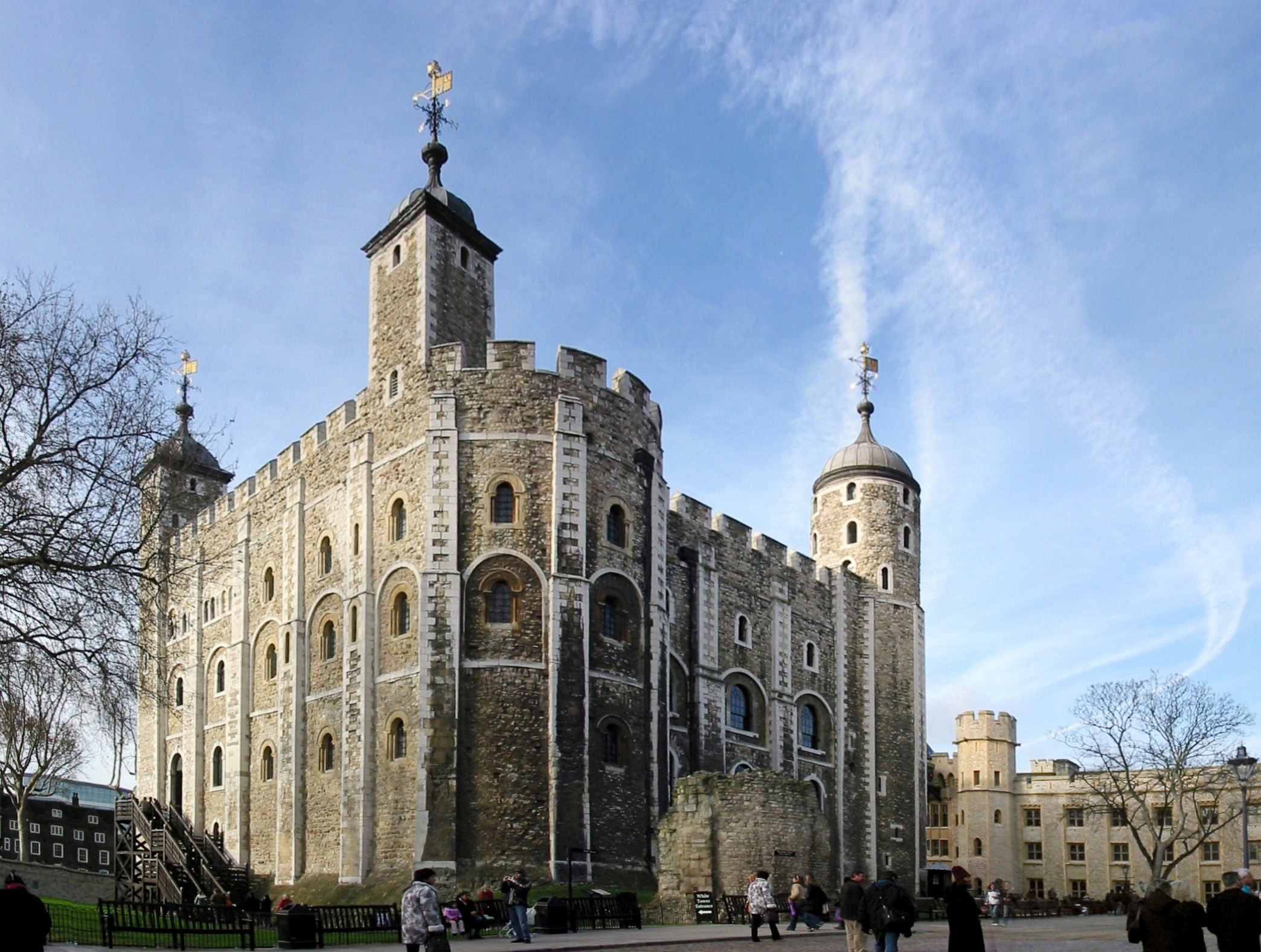
Visión general de la Torre Blanca.

La Torre Blanca es la torre central, y núcleo primigenio, de la Torre de Londres. Fue construida por Guillermo el Conquistador a principios de la década de 1080 y sucesivamente ampliado por sus sucesores en la corona. La Torre Blanca era el punto más fuerte militarmente del castillo, y proporcionaba alojamiento al rey y sus representantes, contando además con una capilla. Fue Enrique III de Inglaterra quien ordenó blanquear la torre en 1240, dándole la imagen característica que ha sobrevivido a nuestros días.

## Historia
El castillo que más tarde se conoció como la Torre de Londres fue comenzado por Guillermo el Conquistador en 1066. Sus primeros pasos los dio como una fortificación de madera rodeada por una empalizada. En la década siguiente se inició el trabajo en la Torre Blanca, la gran torre de piedra que todavía hoy domina el castillo. Se desconoce la fecha exacta de su fundación, así como los períodos de trabajo durante su construcción. Tradicionalmente se sostiene que la construcción comenzó en 1078. Esto se debe a que el Textus Roffensis registra que Golfo de Rochester supervisó el trabajo de construcción bajo las instrucciones del propio Guillermo el Conquistador. La dendrocronología sugiere que la construcción de la Torre Blanca comenzó en 1075-1079. La arqueología del edificio en pie sugiere que hubo una pausa en la construcción entre 1080 y 1090-1093, aunque se desconoce por qué. El castillo y la catedral de Rochester fueron reconstruidos bajo los auspicios de Golfo de Rochester, que era obispo de Rochester.
La Torre pudo completarse en torno al 1100. Probablemente fue durante el reinado de Enrique II (1154-1189) cuando se añadió un edificio (actualmente derruido y perdido por completo) al lado sur de la torre para proporcionar defensas adicionales a la entrada. En tiempos de Enrique III se añadió un cadalso, se mejoraron las defensas del castillo y se construyó un nuevo muro de piedra. También tuvo lugar durante su reinado el mantenimiento y blanqueamiento de la Torre Blanca.
La actividad en el castillo a principios del siglo XIV disminuyó en relación con períodos anteriores. Aunque la Torre de Londres todavía se usaba ocasionalmente como residencia, en la década de 1320 la capilla de la Torre Blanca se usaba para almacenar registros. Esto marcó el comienzo de la disminución del papel del castillo como residencia real. Los registros se retiraron brevemente de la Torre Blanca en 1360 para acomodar al cautivo rey francés Juan II. Puede haber sido durante el reinado de Eduardo III (1327-1377) cuando se creó un edificio contiguo al lado sur de la Torre Blanca que sirvió como almacén militar. La estructura ya no sobrevive, pero está registrada en planos de 1597 y 1717.
Ricardo II fue encarcelado en la Torre de Londres y abdicó en 1399, según la tradición, en la propia Torre Blanca. En la década de 1490 se añadió un nuevo piso a la Torre Blanca, creando espacios adicionales de almacenamiento. Desde el punto de vista arquitectónico, la visión de aquella Torre Blanca no sobrevivió con el paso del tiempo (y las sucesivas remodelaciones han perdido esa imagen original), aunque aparece en un dibujo manuscrito de alrededor del año 1500 que representa el encarcelamiento de Carlos I de Orleans, y queda registrado en un plano de 1597. El 17 de junio de 1674, durante los cursos de remodelación de la zona, se descubrieron huesos pertenecientes a dos niños debajo de las escaleras del edificio principal, hallazgos que popularmente han sido relacionados con los restos de los Príncipes de la Torre. Sus restos, recogidos con honores, fueron exhumados e inhumados en la Abadía de Westminster.

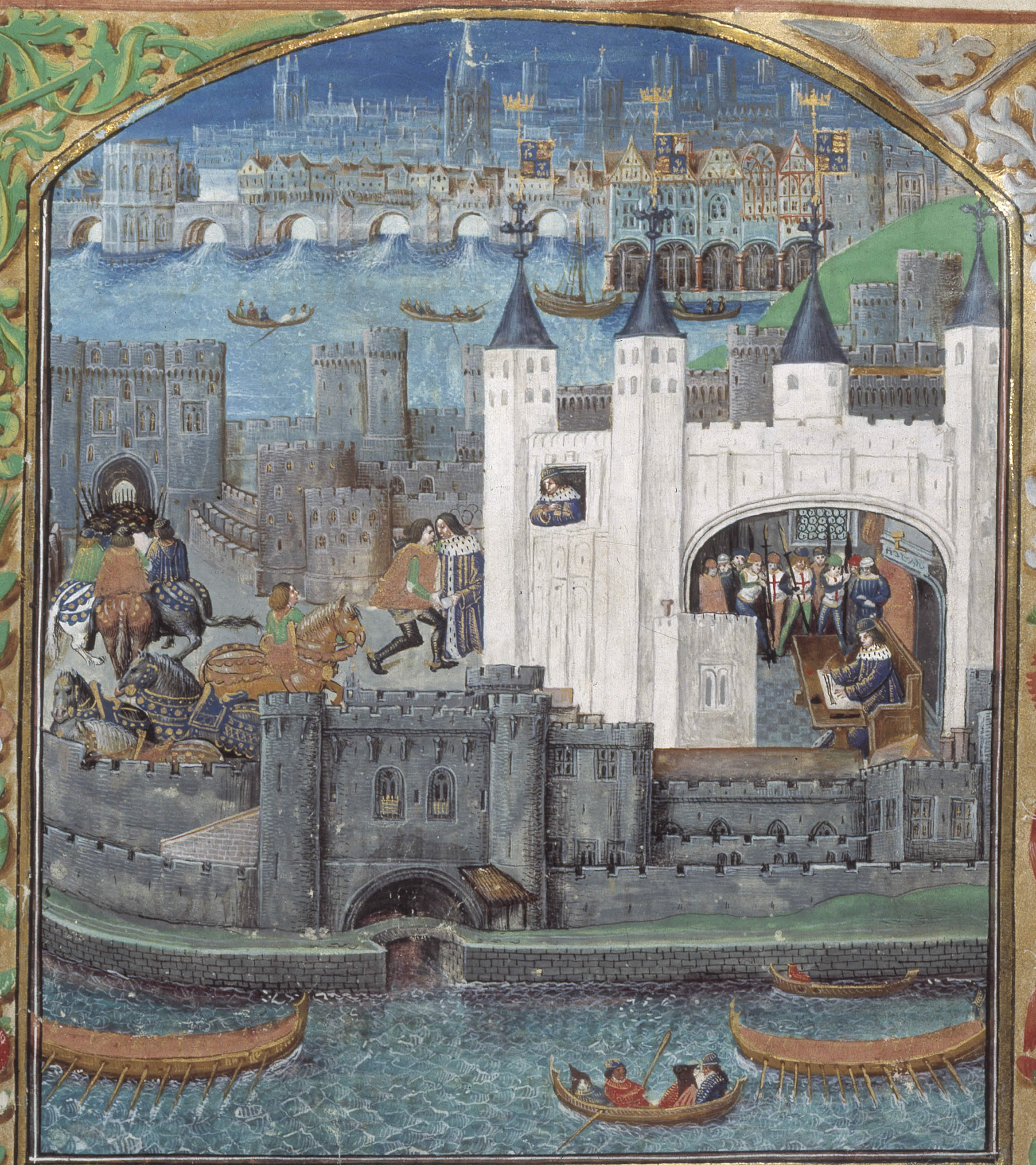
La Torre del en un manuscrito de poemas de Carlos, duque de Orleans (1391-1465) que conmemora su encarcelamiento allí. El edificio blanco a la izquierda del duque fue demolido en 1674.

En el período Tudor, se desarrolló un nuevo diseño de la Torre, que ahora podía albergar cañones de combate, emplazados en una plataforma de madera en la parte superior de la misma. El peso de los cañones dañó el techo por lo que hubo que reforzarlo. El único uso documentado de estos cañones fue durante la rebelión de Thomas Wyatt en 1554, y su uso resultó del todo calamitoso e ineficaz. En la década de 1560 se crearon dos armerías en la Torre Blanca y, durante el reinado de Isabel I (1558-1603), la mayor parte de la pólvora de la Torre se almacenaba en la Torre Blanca. En el último cuarto del siglo XVI, el castillo era una atracción turística y se permitía el ingreso de visitantes a pesar de su uso por parte de las Oficinas de Artillería y Armería. Su función de proporcionar almacenamiento impactó directamente en la estructura de la Torre Blanca y se agregaron postes para soportar los pisos. En 1636 se abrió un agujero en la pared norte de la Torre Blanca para facilitar el movimiento de las provisiones. En 1639-1640, se cambió la apariencia externa de la Torre Blanca y se reemplazó gran parte de su material de revestimiento.
En 1640 Carlos I ordenó que la Torre de Londres estuviera preparada para en caso de que estallara un conflicto. Se construyeron plataformas para cañones y se instalaron 21 en la parte superior de la Torre Blanca con tres morteros adicionales. A pesar de las nuevas defensas, los parlamentarios capturaron la Torre de Londres sin utilizar las armas. En enero de 1642, Carlos I intentó arrestar a cinco miembros del Parlamento. Cuando esto falló, huyó de la ciudad y el Parlamento tomó represalias destituyendo a Sir John Byron, Teniente de la Torre. Con permiso del Rey, Byron renunció al control de la fortaleza. El Parlamento reemplazó a Byron con un hombre de su propia elección, John Conyers. Cuando estalló la guerra civil inglesa en noviembre de 1642, la Torre de Londres ya estaba bajo el control del Parlamento. En 1657, todo el edificio, excepto la capilla, se utilizaba para almacenar pólvora.
Si bien la Torre de Londres había estado abierta a los visitantes durante siglos, no fue hasta principios del siglo XIX que se hicieron modificaciones explícitas para los visitantes. En 1825 se construyó un edificio, el New Horse Armory, para contener las efigies de los reyes de Inglaterra, al sur de la Torre Blanca. El diseño de renacimiento gótico de la estructura, uno de los primeros museos especialmente construidos en Inglaterra, fue ampliamente denostado. A fines de siglo, las efigies y la Armería de la Reina Isabel se distribuyeron en exhibiciones en la Torre Blanca. A mediados del siglo XIX, con el apoyo del príncipe Alberto, Anthony Salvin emprendió un programa de restauración en el castillo. En 1858 se reforzó el techo de la Torre Blanca con vigas de hierro.
Los techos de la Torre Blanca y sus torretas fueron reparados en las décadas de 1960 y 1970. La suciedad acumulada se lavó del exterior y se reemplazaron los pisos del interior. También en este período se añadió una escalera en la cara sur de la torre, reabriendo el acceso por la entrada original. En 1974, hubo una explosión de bomba en la Sala de Morteros de la Torre Blanca, dejando una persona muerta y 35 heridas. Nadie se atribuyó la responsabilidad de la explosión, pero la policía investigó las sospechas de que el IRA estaba detrás.

## Arquitectura

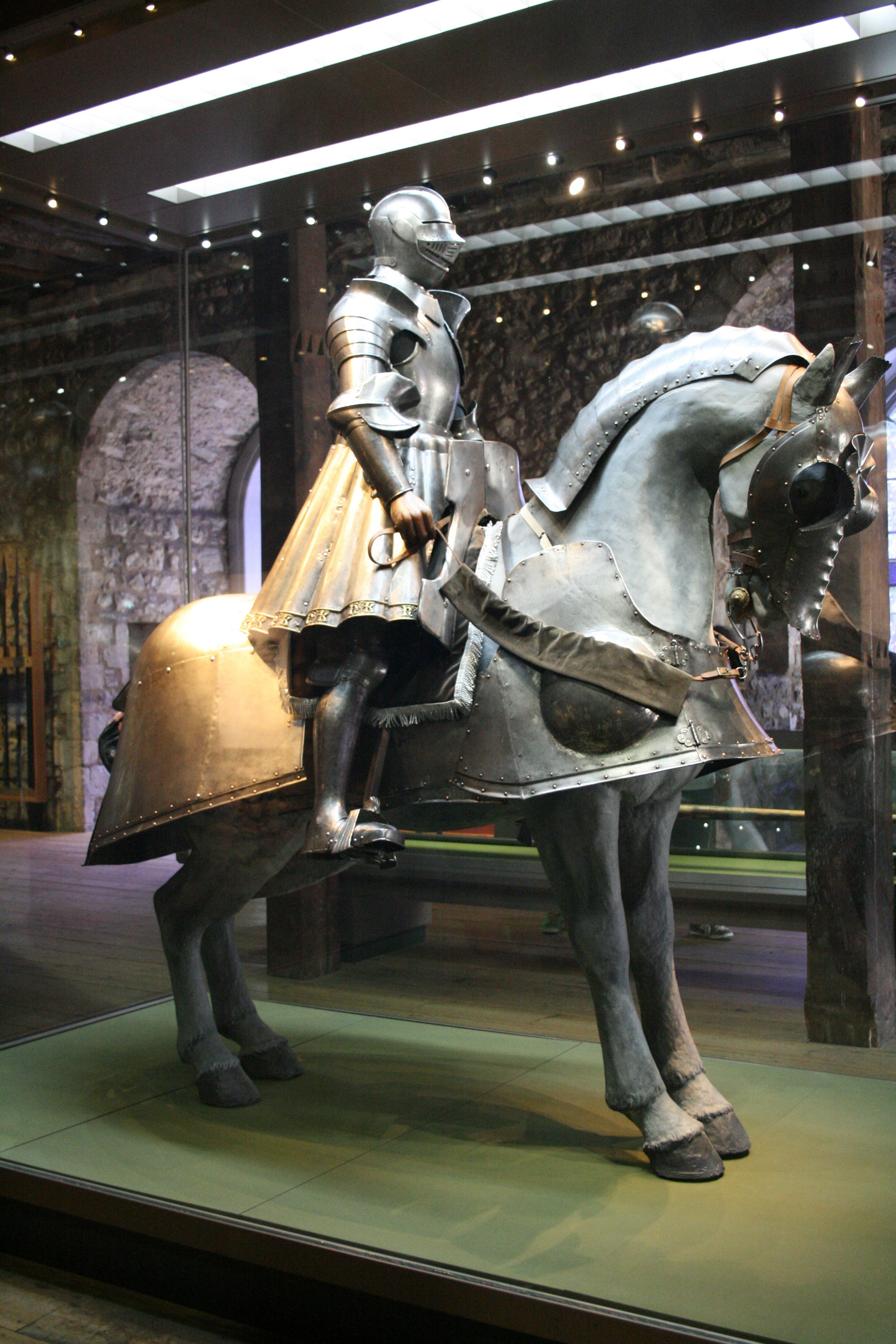
Armería Real.

La Torre Blanca es una torre del homenaje que, a menudo, era la estructura más fuerte de un castillo medieval y contenía alojamientos adecuados para el señor, en este caso el rey o su representante. En las esquinas occidentales hay torres cuadradas, mientras que al noreste una torre redonda alberga una escalera de caracol. En la esquina sureste hay un saliente semicircular más grande que alberga el ábside de la capilla. La estructura tenía originalmente tres pisos de altura, y constaba de un sótano, un nivel de entrada y un piso superior. Como el edificio estaba destinado a ser una residencia cómoda y también una fortaleza, se construyeron letrinas en las paredes y cuatro chimeneas proporcionaron calor.
El material de construcción principal es piedra de Kent, aunque también se utilizó algo de lutita local. Aunque poco sobrevive, la piedra de Caen fue importada del norte de Francia para proporcionar detalles en el revestimiento de la Torre. Posteriormente gran parte de ella reemplazada por piedra de Portland en los siglos XVII y XVIII bajo la dirección del arquitecto Inigo Jones. Como la mayoría de las ventanas de la Torre se ampliaron en el siglo XVIII, solo quedan dos ejemplos originales, aunque restaurados, en la pared sur a nivel de la galería.

### Interior

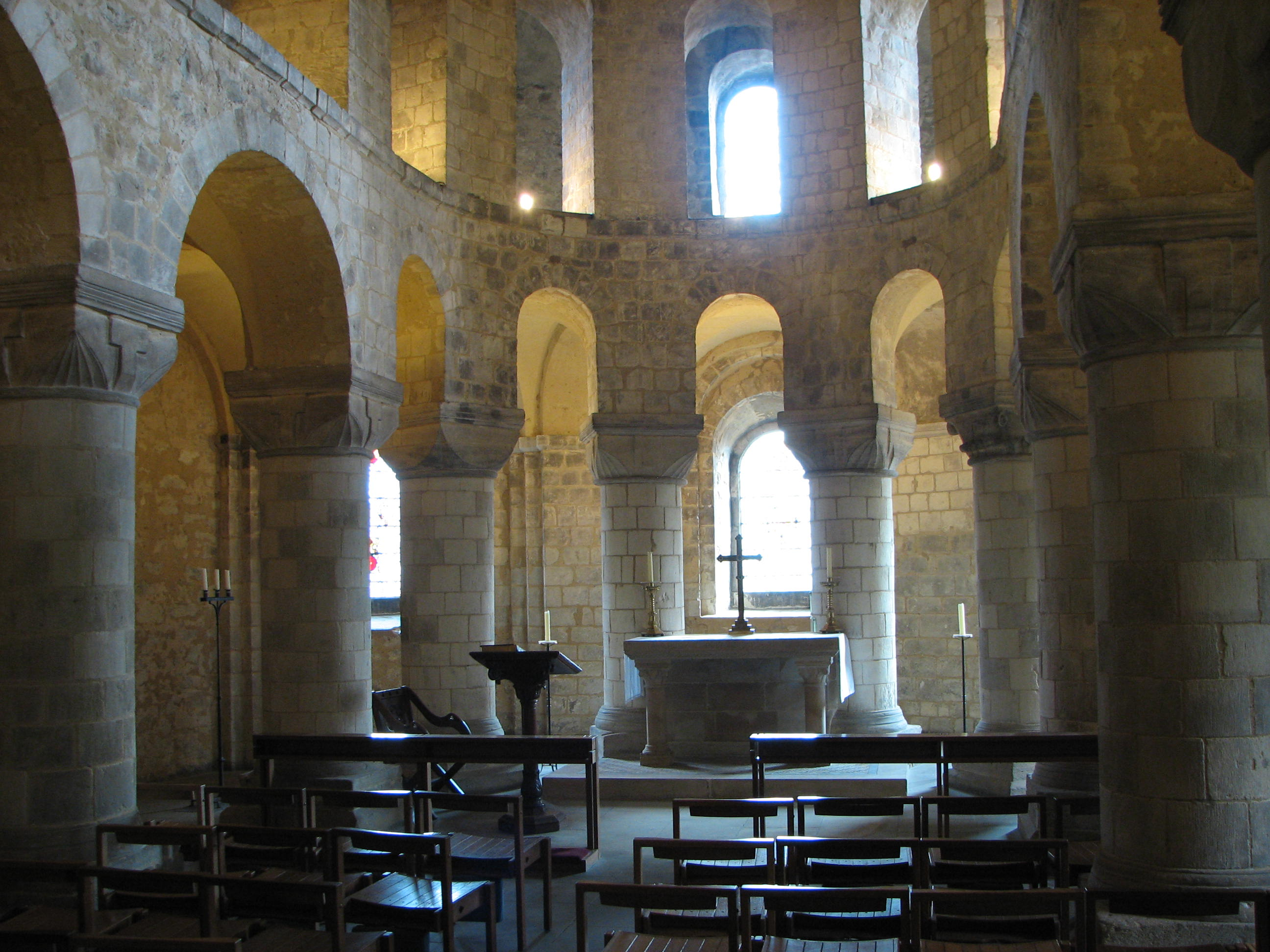
Imagen de la capilla de San Juan, en el interior de la Torre Blanca.

El propósito de cada habitación se interpreta principalmente en función de su diseño. Como resultado, puede haber cierta ambigüedad en el uso de las cámaras individuales. Cada piso estaba dividido en tres cámaras, la más grande en el oeste, una sala más pequeña en el noreste y la capilla que ocupaba la entrada y los pisos superiores al sureste. Como era típico en la mayoría de las fortalezas, el piso inferior era un sótano utilizado para almacenamiento. Una de las habitaciones contenía un pozo. Aunque el diseño ha permanecido igual desde la construcción de la torre, el interior del sótano data principalmente del siglo XVIII, cuando se bajó el piso y las bóvedas de madera preexistentes fueron reemplazadas por contrapartes de ladrillo. Se accede a esta zona a través de la torreta de la escalera noreste.
El piso de entrada probablemente estaba destinado al uso del alguacil de la torre y otros funcionarios importantes. La entrada sur fue bloqueada durante el siglo XVII, y no se volvió a abrir hasta 1973. Los que se dirigían al piso superior tenían que pasar por una cámara más pequeña hacia el este, también conectada con el piso de entrada. La cripta de la capilla de San Juan ocupaba la esquina sureste y solo era accesible desde la cámara este.
El piso norte contenía una gran sala en el oeste y una cámara residencial en el este, ambas originalmente abiertas al techo y rodeadas por una galería construida en la pared, y la capilla de San Juan en el sureste. El piso superior fue agregado en el siglo XV, junto con el techo actual. La ausencia de comodidades domésticas, como chimeneas, sugiere que fue diseñado para su uso como almacenamiento en lugar de alojamiento. En el siglo XVII se instalaron cisternas de plomo en la parte superior de la Torre Blanca.

### Capilla de San Juan
La proyección semicircular en la esquina sureste para dar cabida a la capilla de San Juan es casi incomparable en la arquitectura del castillo. El único otro torreón en Inglaterra con una proyección similar es el del castillo de Colchester. La capilla de San Juan no formaba parte del diseño original de la Torre Blanca, ya que la proyección absidal se construyó después de las paredes del sótano. Debido a cambios en la función y el diseño desde la construcción de la torre, a excepción de la capilla, queda poco del interior original. La actual apariencia desnuda y sin adornos de la capilla recuerda a cómo habría sido en el período normando. En el siglo XIII, durante el reinado de Enrique III, la capilla estaba decorada con ornamentación como una cruz pintada de oro y vidrieras que representaban a la Virgen María y la Santísima Trinidad.